# 북평읍
북평읍(北坪邑)은 동해시 남부의 이전 행정구역이다.
- 1945년 7월 1일 : 삼척군 북삼면(北三面)이 북평읍(北坪邑)으로 승격
- 1979년 12월 28일 : 동해시 설치법률 공포 (법률 제3188호)
- 1980년 4월 1일 : 쌍둥이 도시인 명주군 묵호읍과 삼척군 북평읍을 합쳐 동해시로 승격[1]

1. ↑  동해시등시설치와시·군관할구역및명칭변경에관한법률 [시행 1980. 4. 1.] [ 법률 제3188호], 1979. 12. 28., 제정]